# Menandro I
Menandro I Sotere (... – 130 a.C.) è stato un sovrano indiano, uno dei monarchi del Regno indo-greco nel nord dell'India e nel Pakistan tra il 165 o 155 a.C. e il 130 a.C.; conosciuto anche come Milinda, fu tra i primi occidentali a convertirsi al buddhismo, assieme a Demetrio I e ad Agatocle di Battria.
Secondo Alfred A. Foucher, Menandro sarebbe nato a Kāpiśa (oggi Bagram in Afghanistan).

## Regno

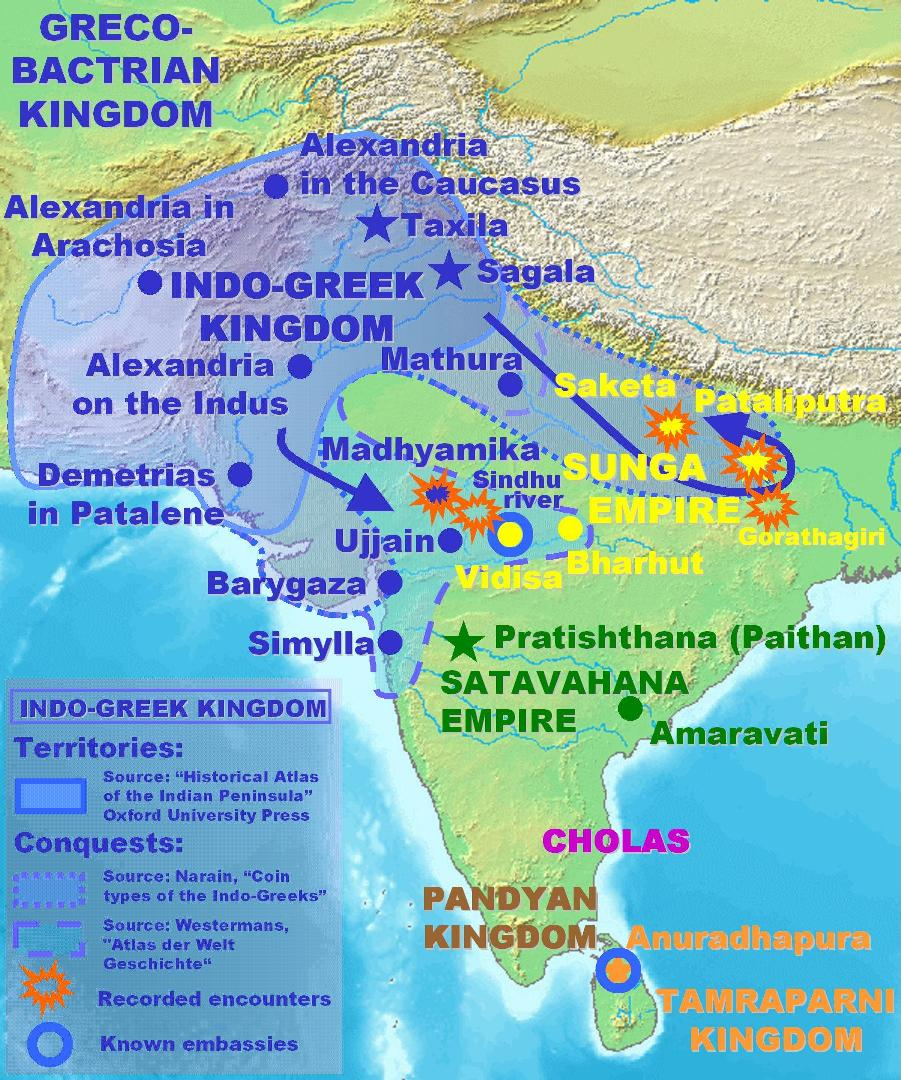
Espansione del regno Indo-Greco

Il suo regno fu lungo e prospero, come attestato da vasti ritrovamenti di monete da lui coniate in un'ampia regione, i maggiori e i più vasti di tutti i re indo-greci. I suoi territori si estendevano dalle regioni orientali del regno greco di Battria (dal Panjshir e Kapisa) alle moderne province pakistane del Nord Ovest e del Punjab, agli stati indiani del Punjab, dell'Himachal Pradesh e dello Jammu, con diversi vassalli a sud e ad est, probabilmente fino a Mathura. Ebbe come capitale Sagala.
Una datazione precisa del suo regno è però difficile, né si conoscono le sue origini. Alcuni storici ritengono che fosse un nipote o un generale del re greco-battriano Demetrio I, ma ora si sa che i due sovrani sono separati di almeno trent'anni. Il predecessore di Menandro in Punjab sembra essere stato re Apollodoto I, di cui, secondo un recente studio, Menandro doveva essere un alto ufficiale. Una volta asceso al trono, condusse varie campagne sul suolo indiano, giungendo a conquistare la città di Pataliputra, nella vallata del Gange.

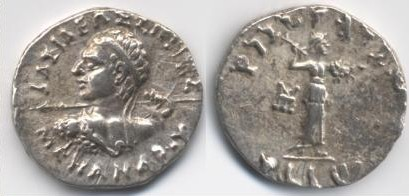
Dracma d'argento di Menandro. Al dritto Menandro che regge una lancia e la legenda in lingua greca ΒΑΣΙΛΕΩΣ ΣΩΤΗΡΟΣ ΜΕΝΑΝΔΡΟΥ, "Re Salvatore Menandro"; al rovescio Atena che avanza reggendo un fulmine e uno scudo e la legenda in kharoshthi MAHARAJA TRATASA MENADRASA, "Re Salvatore Menandro"; in esergo il simbolo di zecca di Taxila.

Fu il primo sovrano indo-greco ad introdurre la raffigurazione di Atena Alkidemos ("salvatrice del popolo") sulla propria coniazione, probabilmente in collegamento con una statua simile eretta a Pella, capitale macedone; questa tipologia fu poi utilizzata dalla maggior parte dei sovrani indo-greci successivi.

## Menandro, il buddhismo e il Milinda Panha
Menandro si convertì al buddhismo, come raccontato nel Milindapañha, un testo buddhista di difficile datazione probabilmente del II secolo a.C. e conservato in lingua pali e in cinese (nel Lùnjíbù al T.D. 1670), in cui il saggio buddhista Nāgasena conversa con il sovrano greco Milinda, che viene descritto come costantemente accompagnato da 500 soldati Yona (ionici, cioè greci) e da due consiglieri di nome Demetrio e Antioco.
In un rilievo di una stupa del II secolo a.C. a Bharhut, in Madhya Pradesh e oggi all'Indian Museum di Calcutta, è raffigurato un soldato straniero, con i capelli ricci di un greco e la fascia reale a cingere la testa di un sovrano ellenistico, identificato con Menandro. Esso regge con la destra un rametto di edera, simbolo di Dioniso, e indossa un abito con due file di pieghe geometriche tipiche dell'arte ellenistica; allo stesso tempo sulla sua spada è inciso il simbolo buddhista dei tre gioielli, il Triratna.